# Negură Bunget
Negură Bunget (ve staré rumunštině „černý mlžný les“) je rumunská avantgardně-ambientní blackmetalová skupina z Temešváru založená v roce 1994 pod názvem Wiccan Rede. Od roku 1995 nese současný název.

## Diskografie

### Demo nahrávky
- Promo 98 (1998)

### Studiová alba
- Zîrnindu-să (1996)
- Măiastru sfetnic (2000)
- 'n crugu bradului (2002)
- Om (2006)
- Măiestrit (2010)
- Vîrstele pămîntului (2010)
- Tău (2015)[1]
- Zi (2016)
- Zău (2021)

### EP
- Sala Molksa (1998)
- Inarborat kosmos (2005)
- Poartă de dincolo (2011)

### Singly
- Gînd a-prins (2013)

### Kompilace
- Trilogy (2004)

### Live alba
- Focul viu (2011)